# Zsázsa
A zsázsa (Lepidium) a keresztesvirágúak rendjébe és a káposztafélék családjába tartozó nemzetség.

## Fajok
- Lepidium africanum
- Lepidium amelum
- Lepidium arbuscula
- Lepidium barnebyanum
- Lepidium biplicatum
- Lepidium bonariense
- Lepidium campestre 
– mezei zsázsa [1]
- Lepidium cartilagineum 
– pozsgás zsázsa, vastaglevelű zsázsa [2]
- Lepidium catapycnon
- Lepidium densiflorum 
– kisvirágú zsázsa [3]
- Lepidium desvauxii
- Lepidium dictyotum
- Lepidium didymum
- Lepidium draba 
– útszéli zsázsa, koshomlok [4]
- Lepidium drummondii
- Lepidium echinatum
- Lepidium ecuadoriense
- Lepidium englerianum
- Lepidium fasciculatum
- Lepidium flavum
- Lepidium flexicaule
- Lepidium foliosum
- Lepidium fremontii
- Lepidium genistoides
- Lepidium ginninderrense
- Lepidium graminifolium 
– keskenylevelű zsázsa, pázsitlevelű zsázsa [5]
- Lepidium hirtum 
– szőrös zsázsa [6]
- Lepidium howei-insulae
- Lepidium hypenantion
- Lepidium hyssopifolium
- Lepidium heterophyllum
- Lepidium jaredii
- Lepidium latifolium 
– széleslevelű zsázsa [7]
- Lepidium latipes
- Lepidium lyratogynum
- Lepidium merrallii
- Lepidium meyenii
- Lepidium monoplocoides
- Lepidium montanum
- Lepidium nanum 
– törpe zsázsa [8]
- Lepidium nitidum
- Lepidium oblongum
- Lepidium oxycarpum
- Lepidium oxytrichum
- Lepidium papilliferum
- Lepidium papillosum
- Lepidium pedicellosum
- Lepidium peregrinum
- Lepidium perfoliatum 
– felemás zsázsa [9]
- Lepidium phlebopetalum
- Lepidium pholidogynum
- Lepidium pinnatifidum
- Lepidium platypetalum
- Lepidium pseudohyssopifolium
- Lepidium pseudoruderale
- Lepidium pseudotasmanicum
- Lepidium puberulum
- Lepidium quitense
- Lepidium rotundum
- Lepidium ruderale 
– büdös zsázsa, nehézszagú zsázsa [10]
- Lepidium oleraceum
- Lepidium sagittulatum
- Lepidium scandens
- Lepidium squamatum
- Lepidium strictum
- Lepidium sativum 
– kerti zsázsa [11]
- Lepidium spinosum 
– tövises zsázsa [12]
- Lepidium subulatum 
– árlevelű zsázsa [13]
- Lepidium thurberi
- Lepidium virginicum 
– virginiai zsázsa, amerikai zsázsa [14]
- Lepidium xylodes